# La statua della mia libertà
La statua della mia libertà è un singolo del cantautore italiano Samuel, pubblicato il 5 maggio 2017 come quarto estratto dal primo album in studio Il codice della bellezza. Il brano è un tributo ai migranti costretti a fuggire dai loro luoghi di origine per salvarsi la vita.

## Classifiche
| Classifica (2017)         | Posizione massima |
| ------------------------- | ----------------- |
| Italia (airplay italiana) | 14                |